# Kluut
De kluut (Recurvirostra avosetta) is een vogel uit de familie van de kluten (Recurvirostridae).

## Kenmerken

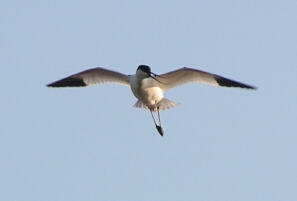
Kluut in vlucht

Het overwegend witte verenkleed van de kluut toont een scherpe zwarte tekening op de kruin en nek. Ook de rug en de vleugels bevatten zwarte strepen. Juvenielen hebben bruinige tekening op de bovenzijde. De opvallende omhoog gebogen zwarte snavel en de lange blauwgrijze poten met zwemvliezen maken de steltloper onmiskenbaar. In vlucht steken de poten voorbij de staart uit. De lichaamslengte bedraagt 42 tot 45 cm en het gewicht is 225 tot 400 gram.

## Leefwijze
De vogel foerageert lopend in modder en ondiep water met heen en weer zwaaiende bewegingen van de kop. Het voedsel bestaat uit zoetwaterplankton, zeeduizendpoten, slakken en dergelijke. De kluut is een goede zwemmer. Broeden vindt plaats in kolonies, op zanderige vlaktes, moerassige weilanden, opspuitterreinen gelegen nabij zoet-, zout- of brakwater. De vogel is zeer territoriaal ingesteld, agressief tegen indringers en leeft in groepen.
Kluten foerageren het liefst in water met een dikke sliblaag, daar maaien ze als het ware, met hun snavel op een kiertje open, doorheen. Zodra er een zeeduizendpoot of andere verticaal in het slib levend diertje tussen de twee delen van de snavel komt klapt deze dicht. Foerageren neemt het grootste deel van de dag in beslag.

## Voortplanting
Het nest bevindt zich op de grond in een kuiltje, afgezet met schelpen en grasstengels. Het legsel bestaat uit vier zandkleurige of grijsgroene eieren met donkere vlekken. De jongen worden bij koude door een van de ouders opgewarmd. Hierbij gaat de oudervogel door de 'knieën' waarna de jongen onder de vleugels kruipen. Het lijkt daardoor wel of er een kluut met vele poten staat.

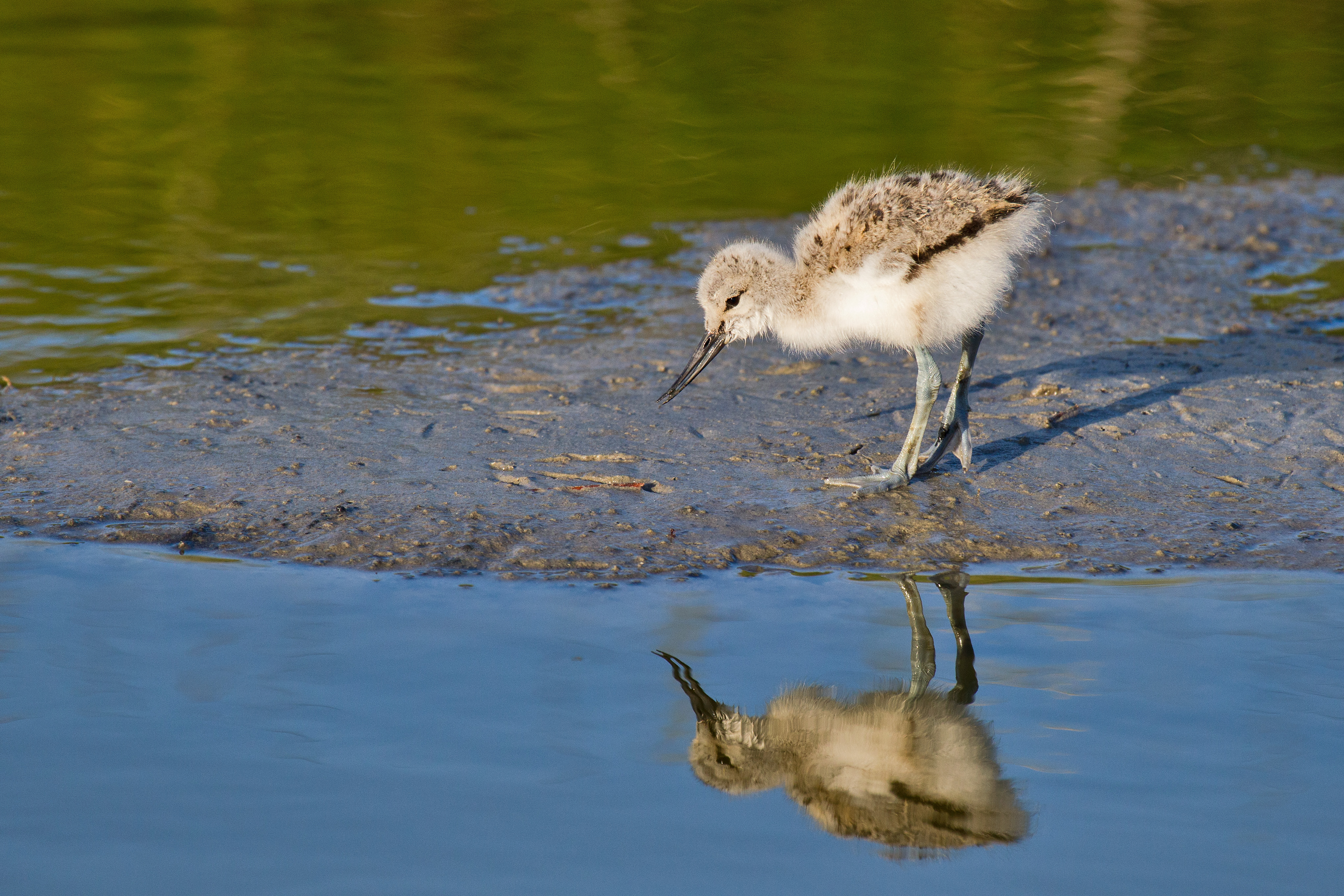
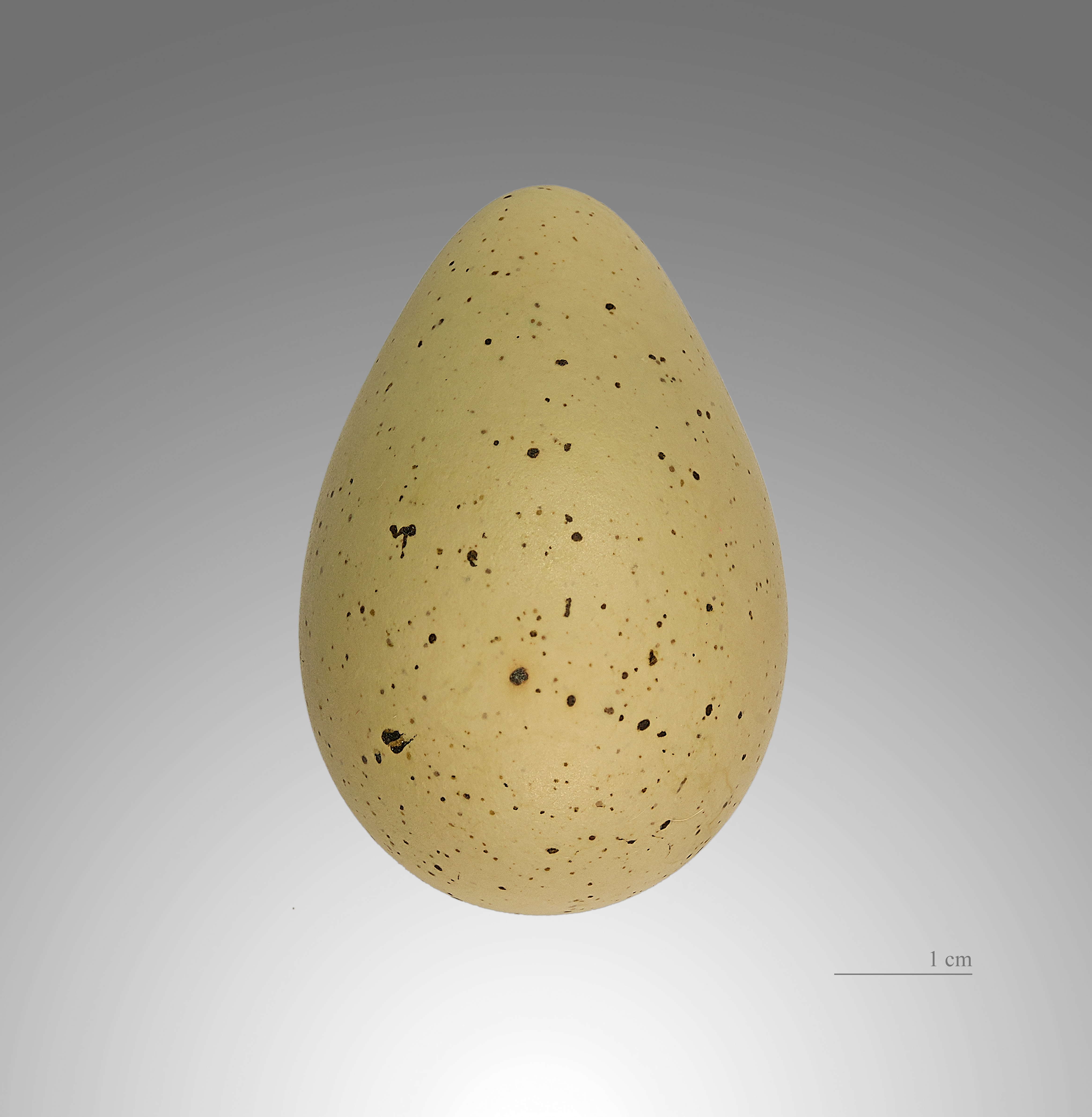

## Verspreiding
In Nederland is de kluut tijdens het broedseizoen aanwezig voornamelijk in zoete of brakke watergebieden zoals inlagen in Zeeland en Texel, zout en brakwatergebieden zoals de Waddeneilanden, de Groningse en Friese waddenkust en langs Dollard en Lauwersmeer. Tijdens de doortrek bezoeken duizenden vogels de Dollard en andere slikkige zoutwatergebieden. De vogel overwintert langs de kust van de Middellandse Zee en de Atlantische kust van Frankrijk en Portugal. Een deel van de populatie overwintert in de Westerschelde.

## Status
Volgens SOVON had het aantal broedparen in de periode 1990-2007 een sterk wisselend verloop, merendeels dalend (<5% per jaar). Rond 2007 broedden er nog ongeveer 8.000 paar in Nederland. De kluut staat niet op de Nederlandse rode lijst, maar wel als kwetsbaar op de Vlaamse Rode Lijst. De totale populatie wereldwijd is in 2015 geschat op 280-470 duizend volwassen vogels. De soort staat als niet bedreigd op de internationale Rode Lijst van de IUCN.

## Galerij

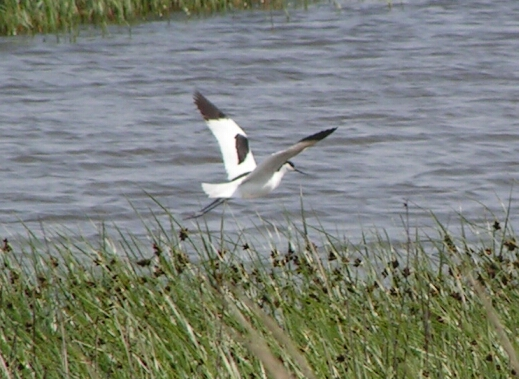
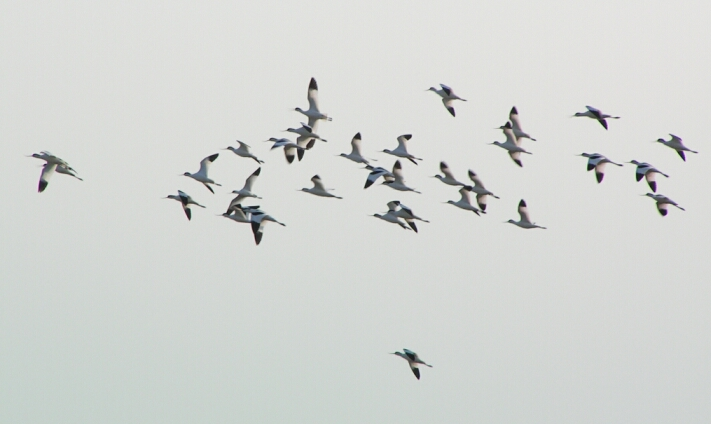
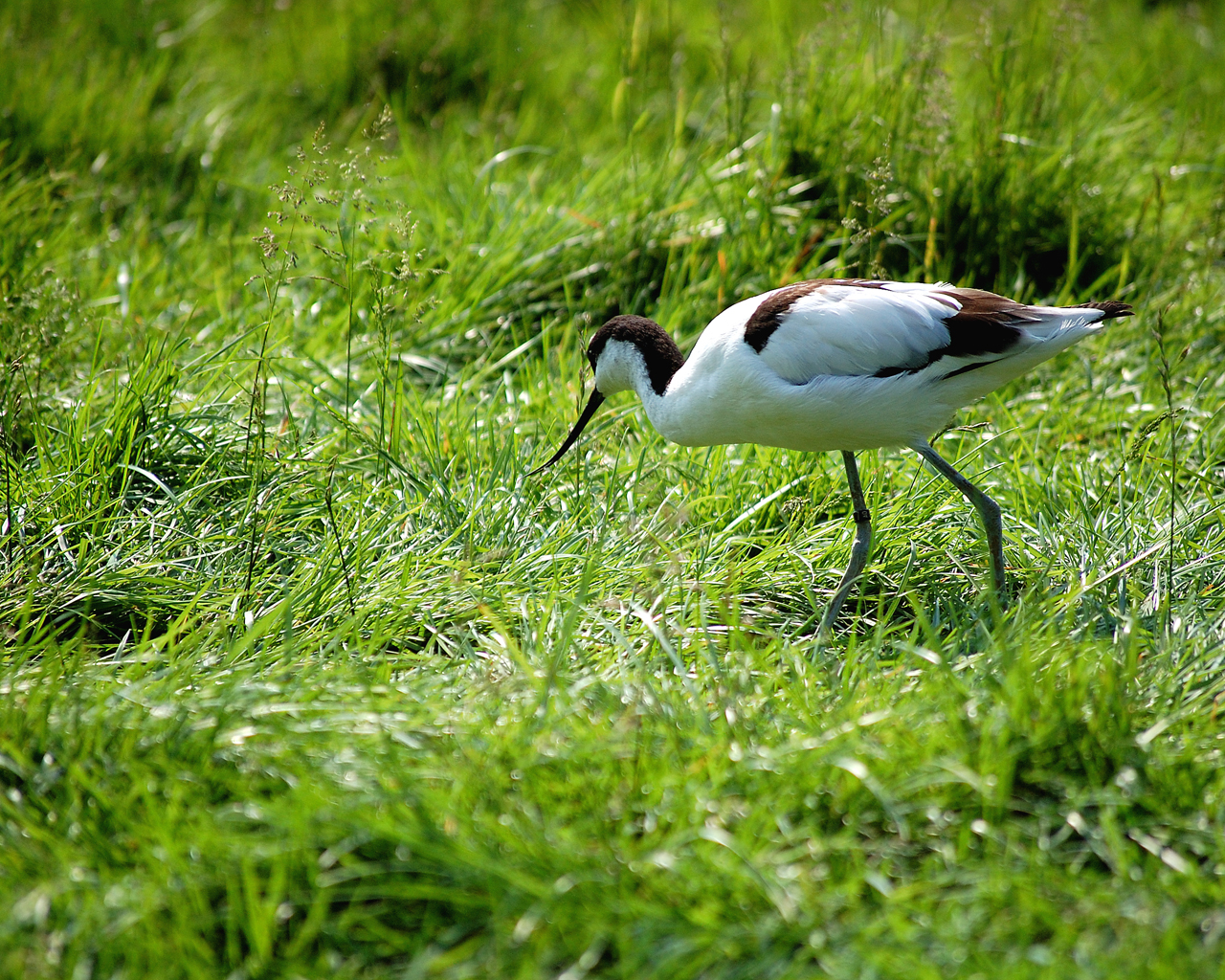
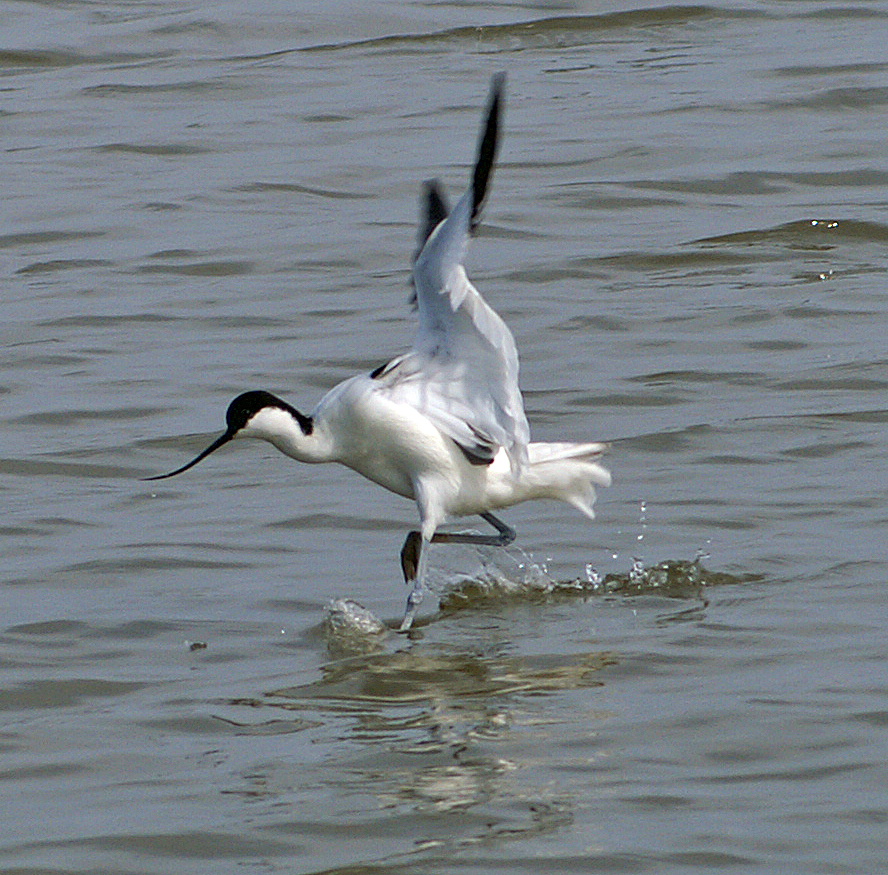

## Video
- Foeragerende kluut